# امپراتور کوگون
امپراتور کوگون (به ژاپنی: 光厳天皇، Kōgon-tennō)؛ (، ۱ اوت ۱۳۱۳–۵ اوت ۱۳۶۴) اولین امپراتور دربار شمالی در طول دوره دربارهای شمالی و جنوبی (دوره نانبوکوچو) در ژاپن بود. دوره سلطنت او از سال ۱۳۳۱ تا ۱۳۳۳ ادامه داشت.